# Língua ciliciana
O ciliano ou cilício era uma língua pertencente ao ramo das línguas anatólicas da família linguística indo-europeia e era descendente da língua luvita ou lúvio.
É uma língua pouco conhecida, pois dela existem poucos registos escritos, a informação acerca desta língua baseia-se mais nos relatos de autores da Antiguidade que também descreviam os costumes dos povos e seus territórios, tal como é o caso de Diodoro Sículo e de Estrabão.
Era falada no Sul e Sudeste da Ásia Menor ou Anatólia, atual Turquia, na região da Cilícia. As línguas vizinhas do território onde se falava Ciliciano eram o cataónio e o licaónio, faladas a Norte; o pissídio-sidético, falado a Oeste; o isauro, falado a Noroeste (as línguas anteriores também eram línguas anatólicas); a língua arménia (uma língua e ramo próprio da família indo-europeia), falado a Nordeste; e o aramaico (uma língua do ramo noroeste da semita), falado a sudeste. A sul do território do ciliciano ficava o Mediterrâneo, pelo que era uma língua falada no litoral sul da Ásia Menor (atual Turquia), nas planícies e nas montanhas costeiras.
Com a helenização da Ásia Menor, após as conquistas de Alexandre da Macedónia, no século IV a.C., começou a entrar em declínio e foi substituído pelo grego koiné por volta do século I a.C. ou talvez mais tarde, cerca do século IV, durante a época do Império Romano.
A Sul da Cilícia, estende-se o Mar Mediterrâneo, por onde os cilicianos ou cilícios navegavam frequentemente quer como comerciantes quer como piratas. Na Antiguidade Clássica, na época imediatamente anterior à da conquista romana, os piratas cilicianos eram temidos ao longo do Mediterrâneo até serem derrotados por Pompeu nos anos de 67/66 a.C (nos seus redutos e bases) na Guerra dos Piratas.